# Timotheos I. Themeles

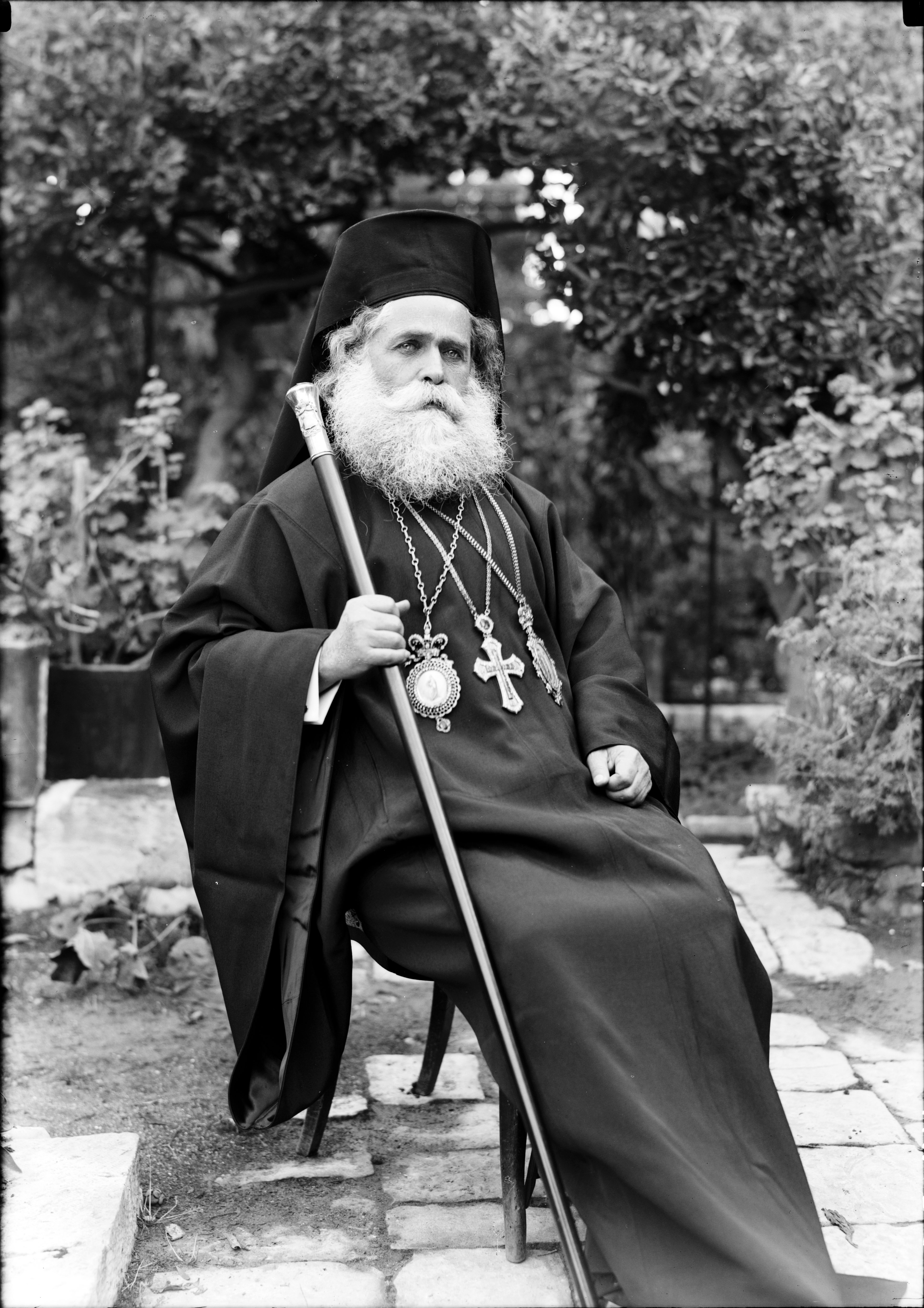
Patriarch Timotheos I. von Jerusalem

Timotheos I. Themeles (Τιμόθεος Α’ ο Θέμελης; * 22. September 1878 auf Samos; † 18. Dezember 1955 in Jerusalem) war Patriarch des griechisch-orthodoxen Patriarchats Jerusalem, theologischer Publizist und Schriftsteller.
Der Sohn des Priesters Nikolaos Themeles und seiner Ehefrau Barbara erhielt seine Schulausbildung auf Samos. Ab 1898 besuchte er die orthodoxe Theologische Hochschule im vormals georgischen Kreuzkloster bei Jerusalem. Nach dortigem Abschluss setzte er seine Studien in Oxford fort. 1906 wurde er Mönch und zum Diakon geweiht, 1914 zum Priester. 1917 übernahm er das Amt des Archigrammateus (eines in alten Sprachen Gelehrten) der „Bruderschaft des Heiligen Grabes“ („Hagiotaphiten“) und wurde zum engsten Mitarbeiter und Vertrauten des Patriarchen Damianos I.
Timotheos wirkte u. a. als Leiter der theologischen Zeitschrift des Patriarchats Nea Sion (Νέα Σιών) und gründete das orthodoxe Waisenhaus in Bethlehem. In seiner Zeitschrift veröffentlichte er zahlreiche Studien zur Geschichte der Pilgerfahrten in das Heilige Land, zum Wallfahrtswesen, zu kirchengeschichtlichen und dogmatischen Themen und zur zeitgenössischen Situation in Jerusalem und Palästina. 
Im Jahr 1921 wurde er zum Erzbischof vom Jordan gewählt und geweiht. Als Beauftragter des Patriarchen wirkte er als geistlicher und administrativer Vorsteher der Geburtskirche in Bethlehem. Am 9. Juli 1935, unmittelbar nach Damianos’ Tod, wurde er zu dessen Nachfolger gewählt, erlangte die Anerkennung der staatlichen Behörden jedoch erst 1939. 
Als Patriarch verteidigte er die Rechte der Bruderschaft des Heiligen Grabes und des griechischen Patriarchats Jerusalem. Während des Zweiten Weltkriegs sorgte er sich um die griechischen Flüchtlinge aus Ägypten und dem von Deutschen besetzten Griechenland. Nach langer Krankheit starb er im Alter von 78 Jahren am 18. Dezember 1955 in Jerusalem.